# Jacek Wutzow
Jacek Włodzimierz Wutzow (ur. 21 lutego 1959 w Łodzi) – polski lekarz i urzędnik państwowy, wiceminister zdrowia i opieki społecznej w rządzie Jerzego Buzka (1998–1999).

## Życiorys
Z zawodu jest lekarzem anestezjologiem. Pracował w Wojewódzkim Szpitalu Specjalistycznym im. Mikołaja Kopernika w Łodzi. W latach 90. był wiceprezesem OZZL. W 1997 jako wiceprzewodniczący związku reprezentował strajkujących anestezjologów.
W wyborach w 1997 bez powodzenia ubiegał się o mandat poselski z ramienia Ruchu Odbudowy Polski. Po utworzeniu koalicji AWS-UW był doradcą ministra zdrowia, następnie został mianowany wiceministrem zdrowia i opieki społecznej w rządzie Jerzego Buzka. Funkcję tę pełnił w latach 1998–1999. Później został ponownie doradcą ministra zdrowia Wojciecha Maksymowicza, później uzyskał zatrudnienie w zarządzie kasy chorych w Łodzi. Działał wówczas w SKL. W 2006 kandydował do sejmiku łódzkiego z listy Ligi Polskich Rodzin.
Był dyrektorem szpitala w Pabianicach, w 2009 otworzył prywatną klinikę chirurgii laserowej.